# Gustav Lilienthal

Gustav Lilienthal (1886)

Gustav Lilienthal (* 9. Oktober 1849 in Anklam, Provinz Pommern, Königreich Preußen; † 1. Februar 1933 in Berlin, Deutsches Reich) war ein deutscher Baumeister und Sozialreformer. Als jüngerer Bruder des Flugpioniers Otto Lilienthal beteiligte er sich lange Zeit an dessen Flugexperimenten und entwickelte zahlreiches technisches Spielzeug.

## Leben

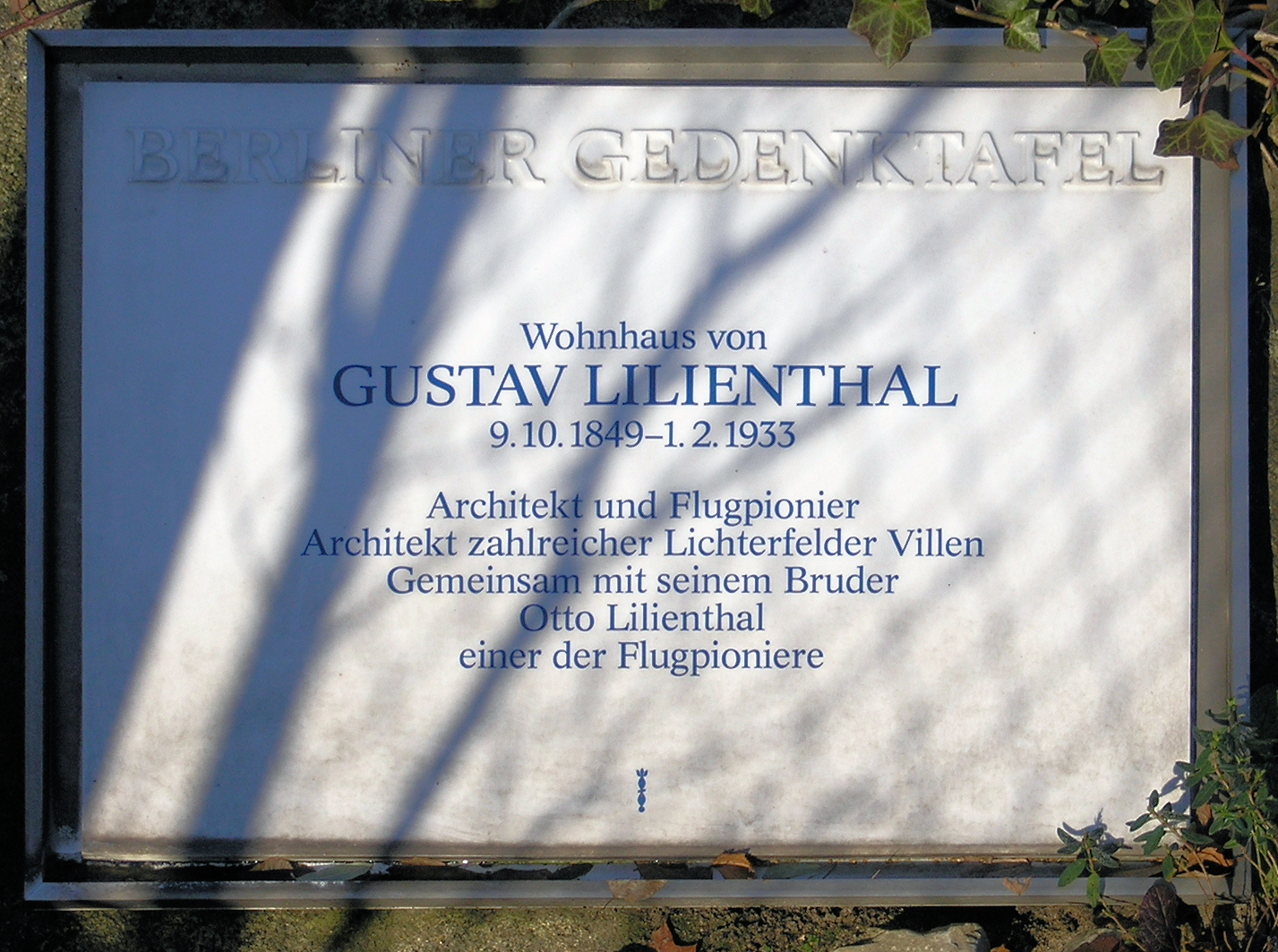
Berliner Gedenktafel am Haus Marthastraße 5, in Berlin-Lichterfelde

Lilienthal ist seit dem 20. Jahrhundert hauptsächlich durch die Zusammenarbeit mit seinem Bruder und durch seine Versuche mit einem Schwingenflugzeug bekannt, die er bis zu seinem Tod auf den Berliner Flugplätzen Tempelhof und Johannisthal vorantrieb. Weniger bekannt ist er dagegen als Pionier auf den Gebieten Spielzeug, Wohnungsbau und zugehöriger Vorfertigung und als Initiator und Unterstützer von Sozial- und Siedlungsprojekten. Bekannt sind seine Bauten in der zu seiner (und seines Bruders) Wahlheimat gewordenen Villenkolonie Lichterfelde (heute Stadtteil von Berlin).
Lilienthal wuchs zusammen mit seinem Bruder Otto auf und besuchte zunächst ebenfalls das Gymnasium, später die neu gegründete Mittelschule in Anklam. Nach einer Maurerlehre in Anklam studierte er an der Berliner Bauakademie (die spätere TH Charlottenburg), beendete das Studium allerdings schon nach zwei Jahren ohne Abschluss. Grund war die Schließung der Schule mit Beginn des Deutsch-Französischen Krieges. Nach verschiedenen Anstellungen und Auslandsaufenthalten versuchte er sich als Kunstpädagoge mit einer Schule für weibliche Handarbeit selbstständig zu machen. In diese Zeit fällt die Entwicklung des Steinbaukastens. Nach dem Verkauf der Idee an Friedrich Adolf Richter (Ankerwerk (Rudolstadt)) wanderte er 1880 nach Australien aus, kehrte 1885 aber nach Deutschland zurück, wo er sich zunächst erneut der Baukastenentwicklung widmete.

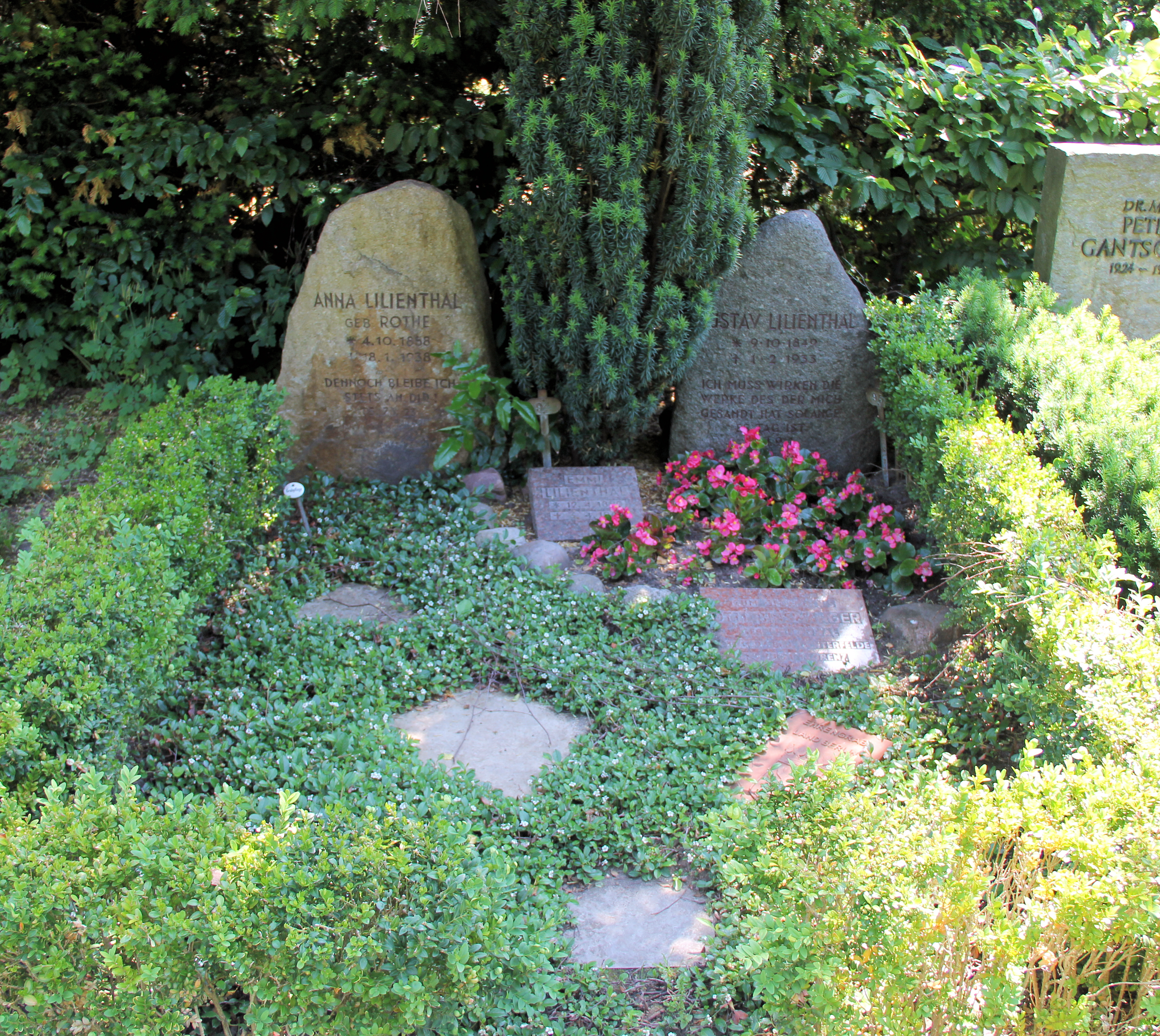
Ehrengrab auf dem Parkfriedhof Lichterfelde

Lilienthal wurde auf dem Parkfriedhof Lichterfelde beigesetzt. Die Grabstätte gehört seit 1984 zu den Ehrengräbern des Landes Berlin. 2011 veröffentlichte der Metropol Verlag die Autobiografie Der Albatros der jüngsten Tochter Otti Binswanger-Lilienthal (1896–1971), in der sie viel über ihren Vater berichtet.

## Flugpionier
Lilienthal hat seinen Bruder Otto entscheidend in der Flugforschung unterstützt. Neben den gemeinsamen Auftriebsmessungen an gewölbten Flächen jeweils im Sommer 1873 und 1874, trat er während eines Londonaufenthalts im Winter 1873/74 als Mitglied in die Royal Aeronautical Society ein, die seit 1866 Jahresberichte (Annual Reports) veröffentlichte. Alle wichtigen Arbeiten zum Thema „Fluggeräte schwerer als Luft“ hat er für seinen Bruder Otto übersetzt. Eine Schiffspassage nach Australien 1880 nutzte er zu ausgiebigen Beobachtungen und Notizen über den Flug der Seevögel. Dabei beschreibt er beim Flug des Albatros den Bodeneffekt, ohne ihn erklären zu können. Das Buch Der Vogelflug als Grundlage der Fliegekunst von Otto Lilienthal aus dem Jahre 1889 trägt den Untertitel Auf Grund zahlreicher von O. und G. Lilienthal ausgeführter Versuche.

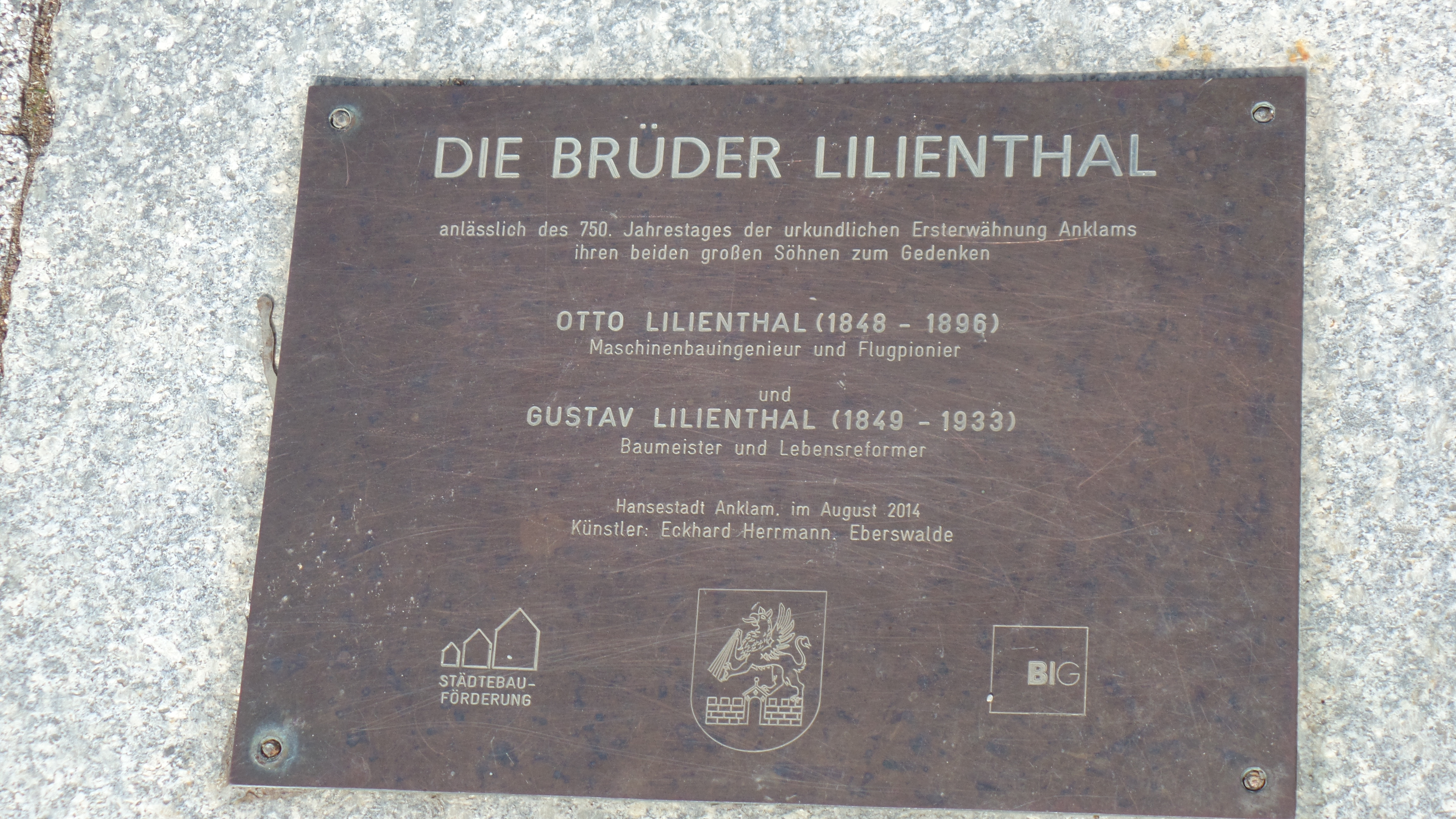
Infotafel des Lilienthal-Denkmals vor der Marienkirche

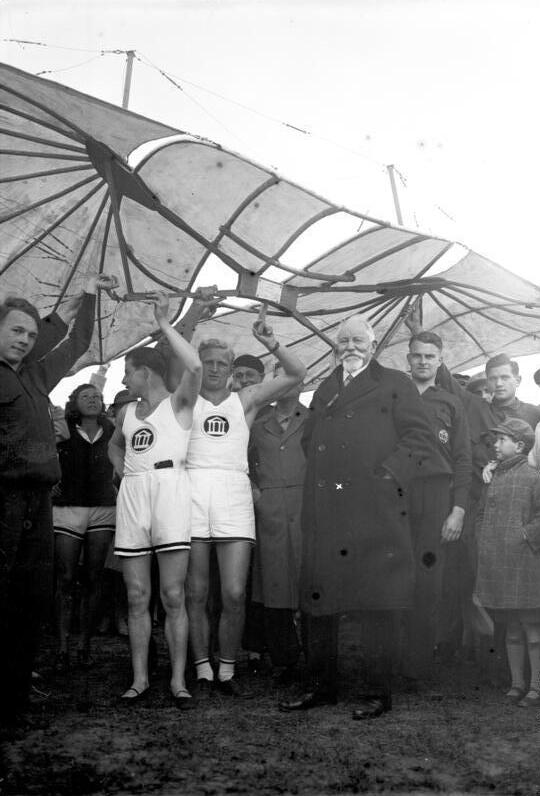
Lilienthal bei einer Vorführung des Gleitflugzeugs seines Bruders in den Gatower Bergen bei Berlin (1930)
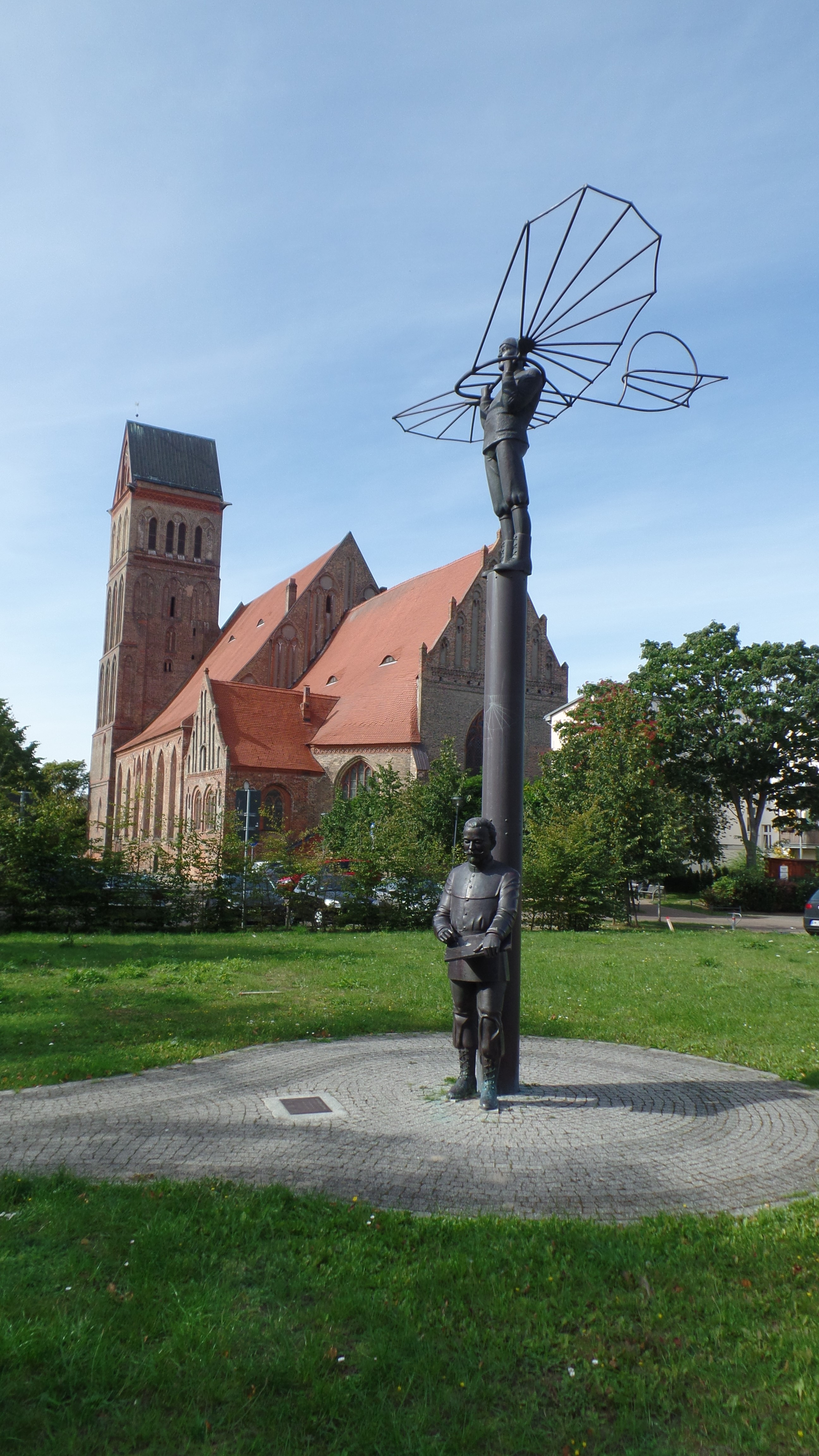
Denkmal Eckhard Herrmanns für die Brüder Lilienthal vor der Anklamer Marienkirche (zeitweilig wegen Hausneubau demontiert)
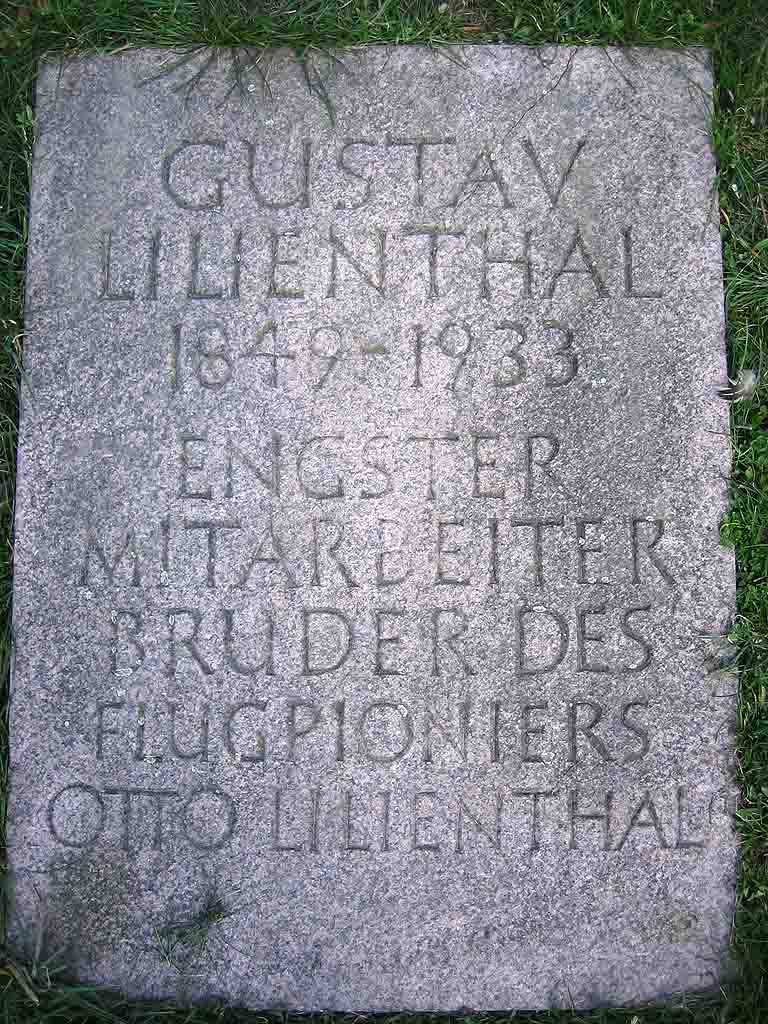
Gedenktafel am Fuße des Fliegeberges in Berlin-Lichterfelde.

## Bauwesen/Architektur

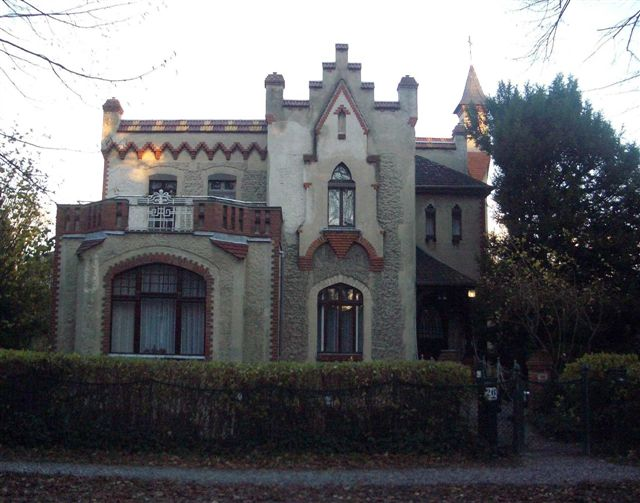
Lilienthal-Burg im neogotischen Stil (Neu-Tudorstil) englischer Landhäuser, in Berlin-Lichterfelde}

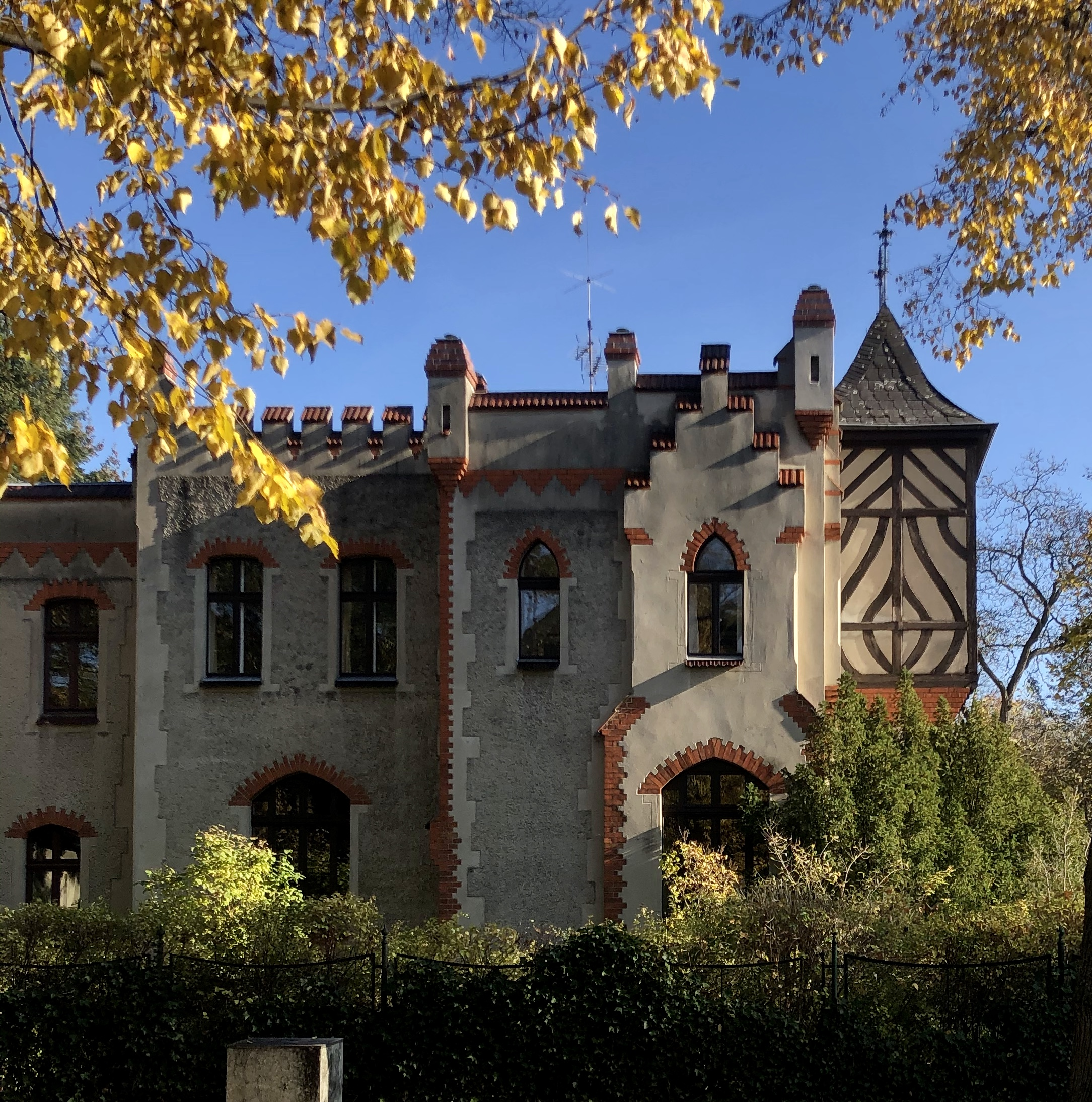
Villa in der Paulinenstraße 24

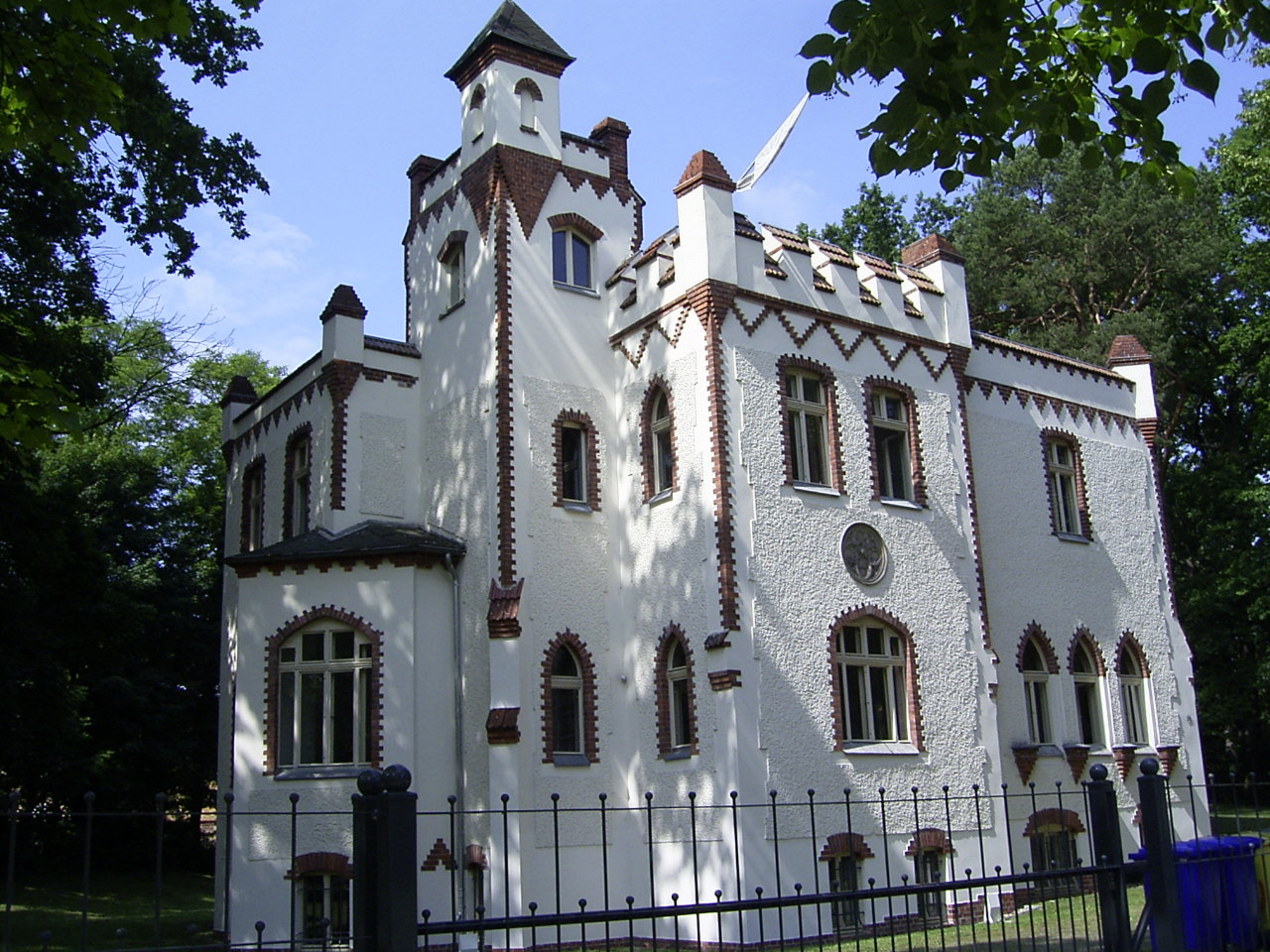
Villa Lademann

Lilienthal war der Erfinder verschiedener Elemente der Vorfertigung wie Groß-Hohlblocksteine aus Zement, die Fertigdecke Terrast-Decke und zerlegbare Häuser. Mit den Techniken wurden teilweise noch existierende Bauten in den Siedlungen Lobetal/Hoffnungstal bei Bernau (heute: Hoffnungstaler Stiftung Lobetal im Verbund der v. Bodelschwinghschen Anstalten Bethel), Eden (Ortsteil von Oranienburg) und „Freie Scholle“ errichtet. Am bekanntesten sind seine im Stil des Historismus in der Variante des neogotischen Tudor Revival errichteten und phantasievoll gestalteten Villen in Berlin-Lichterfelde-West, die heute überwiegend noch gut erhalten sind. Die erste dieser wie kleine Ritterburgen anmutenden Villen erbaute er 1891/92 für sich selbst im Tietzenweg 51 auf einem nur 200 Quadratmeter großen Grundstück. Zwei Jahre später errichtete er sich in der Marthastraße 5 ein etwas größeres Wohnhaus. Weitere dieser Villen finden sich in Lichterfelde/West in der Paulinenstraße 16, 17 und 24 bis 28 sowie in der Potsdamer Straße 57a und 63. Insgesamt erbaute er von 1892 bis 1900 ca. 30 dieser Villen, 22 sind in Lichterfelde erhalten, 16 davon stehen unter Denkmalschutz. Auch in der Potsdamer Villenkolonie Neubabelsberg errichtete er Wohnhäuser in diesem Stil, so zum Beispiel 1895 die Villa Lademann in der Karl-Marx-Straße 66, die später in den 1930er Jahren als Gästehaus der UFA diente. Außerdem erbaute er im Jahr 1897 an der Friedrich-Engels-Straße 1 in Neuruppin die Villa Kosmack. Auch wenn die Lilienthal-Villen in ihrer Architektur mit Mauerzinnen, Türmchen und angedeuteten Zugbrücken an das Mittelalter erinnern, waren sie technisch innovativ und hatten Reformküchen, Doppelfenster und eine Warmluftheizung in Decken und Wänden.
Für die Hoffnungstaler Stiftung Lobetal, eine Einrichtung für obdachlose Männer in Lobetal, war Lilienthal für die Umsetzung einer Fachwerkkirche aus Berlin auf das Gelände der Anstalten zuständig.

## Pädagogik/Spielzeug
Er besaß zahlreiche Spielzeugpatente, die teilweise auf den Namen Otto Lilienthals angemeldet wurden, darunter der spätere Anker-Steinbaukasten und der Modell-Baukasten als Vorläufer des Metallbaukastens (Stabilbaukasten). Es existieren deutliche Parallelen zwischen einigen bautechnischen und Spielzeug-Patenten.

## Sozialreform
Wie sein Bruder war Lilienthal stark beeinflusst durch den deutschen Sozialethiker Moritz von Egidy und den sozialutopischen Roman Freiland des Österreichers Theodor Hertzka. Deren Ideen spiegeln sich in der Tätigkeit Otto Lilienthals als Maschinenbau-Unternehmer ebenso wider wie in den Reformprojekten, an denen er beteiligt war. Die noch heute existierende Baugenossenschaft Freie Scholle (heute: Berlin-Reinickendorf) gründete er 1895 selbst; für die ebenfalls noch existierende vegetarische Obstbau-Genossenschaft Eden (in Oranienburg bei Berlin), die 1893 gegründet wurde, entwarf er zahlreiche Gebäude.